# صالح عطية
صالح عطية، هو صحفي تونسي بجريدة الصباح التونسية. عمل في عدد من القنوات التونسية.

## مهامه العملية
اشتغل في عدد من الصحف الورقية، أهمها جريدة الصباح، التي شغل فيها رئيسا للقسم السياسي، ثم رئيس تحريرها. كما أعاد إصدار صحيفة «الصدى» الأسبوعية، التي تصدر عن دار الصباح بعد ثورة 14 يناير 2011. 
انتقل بعد ذلك إلى العمل التلفزيوني، فعمل رئيسا للبرامج السياسية والحوارية في قناة «المتوسط» ثم في قناة «الزيتونة» الخاصتين. ولم يتوقّف عن الكتابة الصحفية. عرف بكتاباته المتّزنة، وتحاليله السياسية العميقة، ولغته السلسة والمتينة.